# هارون هيل
هارون هيل (بالإنجليزية: Aaron Hill) هو لاعب كرة قاعدة أمريكي، ولد في 21 مارس 1982 في فيساليا في الولايات المتحدة.

## وصلات خارجية
- هارون هيل على موقع دوري كرة القاعدة الرئيسي (الإنجليزية)
- هارون هيل على موقعبيزبول رفرنس.كوم (الدوري الرئيسي) (الإنجليزية)
- هارون هيل على موقعبيزبول رفرنس.كوم (الدوري الثانوي) (الإنجليزية)
- هارون هيل على موقع إي إس بي إن.كوم (أم.أل.بي) (الإنجليزية)
- هارون هيل على موقع مشجعي الرسوم البيانية (الإنجليزية)